# Сомали на Универсиадах
Сомали принимает участие в Универсиадах начиная с летней Универсиады 1981 года в Бухаресте. На зимних Универсиадах спортивная делегация Сомали не участвовала ни разу.
На настоящее время (после летней Универсиады 2021 и зимней Универсиады 2023) спортсмены Сомали на всех Универсиадах медалей не завоевали.